# Hanamaru
Hanamaru (ぐるぐるタウンはなまるくん?, Guru Guru Town Hanamaru-kun) è una serie televisiva anime prodotta dalla Pierrot. La serie, in 101 episodi della durata di circa 24 minuti, fa parte del genere edutainment e narra le vicende di un cucciolo di cane, chiamato Hanamaru, e dei suoi amici.
In Italia la serie è andata in onda a partire il 5 maggio 2007 su Boomerang, canale 608 di Sky, e sul canale digitale terrestre Boing. Nella versione italiana le sigle iniziali e finali sono in giapponese, compresi i titoli degli episodi e quelli di coda.

## Doppiaggio
| Nome del personaggio | Doppiatore originale | Doppiatore italiano |
| -------------------- | -------------------- | ------------------- |
| Hanamaru             | Eriko Fujimaki       | Davide Garbolino    |
| Cerdi                | Chika Sakamoto       | Francesca Bielli    |
| Miau                 | Akemi Okamura        | Giovanna Papandrea  |
| Chimpan              | Mayumi Tanaka        | Stefania De Peppe   |
| Churi                | Etsuko Kozakura      | Tania De Domenico   |
| Pengui               | Ayana Inoue          | Serena Clerici      |
| Maruru               | Kurumi Mamaya        | Debora Morese       |
| Zacecizozu           | Kenichi Ogata        | Vittorio Bestoso    |
| padre di Hanamaru    | Hiroshi Tanaka       | Marcello Cortese    |
| madre di Hanamaru    | Yuko Mita            | Patrizia Scianca    |

## Sigle
Sigla iniziale
- "Sekaijuu no Takaramono" di Hitomi Ishikawa

Sigle finali
- "Fushigi wo Sagasou" di Mitsuko Horie (fino all'episodio 50)
- "Be With You~Bokutachi ga Tsuiteiru~" di Yukihide Takekawa e "T's COMPANY" (fino all'episodio 75)
- "Daisuki! Oh! My Town" di Mitsuko Horie (dall'episodio 76)

## Episodi
| Nº  | Giapponese 「Kanji」 - Rōmaji | In onda           | In onda |
| Nº  | Giapponese 「Kanji」 - Rōmaji | Giapponese        |         |
| 1   | 「かくれんぼ - 買い物 - まるるとのケンカ - 太りすぎた三日月 - はなまる王子 虫歯の怪人 - ザ・ジズゼゾ」 - kakurenbo - kaimono - marurutono kenka - futori sugita mikaduki - hanamaru ōji mushiba no kaijin - za. jizuzezo                                                             | 3 ottobre 1999    |         |
| 2   | 「何時の時計 - 勉強中 - 太陽とはなまるくん - ぜったい釣りたい - はなまる王子 こぷーのさかだち」 - nanji no tokei - benkyōchū - taiyō tohanamarukun - zettai tsuri tai - hanamaru ōji kopu nosakadachi                                                                                | 10 ottobre 1999   |         |
| 3   | 「料理はみーにゃなの - おとうさんとおかあさんのケンカ - おにぎり食べるんだ - はなまる王子 ザ・ジズゼゾのワナ」 - ryōri hami nyanano - otōsantookaasanno kenka - onigiri tabe runda - hanamaru ōji za. jizuzezo no wana                                                               | 17 ottobre 1999   |         |
| 4   | 「みんなの好きなもの - 雨はいやだ - さかなじゃないの - 病気 - はなまる王子 やきそば」 - minnano suki namono - ame haiyada - sakanajanaino - byōki - hanamaru ōji yakisoba | 24 ottobre 1999   |         |
| 5   | 「ぺんぺのキス - かげとケンカ - ひげ - はなまる王子 いっしょに考えろ」 - penpeno kisu - kageto kenka - hige - hanamaru ōji isshoni kangae ro | 31 ottobre 1999   |         |
| 6   | 「ちゅりんとこぷーのケンカ - おいしいパン - ハイキング - はなまる王子 しまおの忠告」 - churintokopu no kenka - oishii pan - haikingu - hanamaru ōji shimaono chūkoku | 7 novembre 1999   |         |
| 7   | 「おばけ屋敷 - お父さんが牛になりたいわけ - 最後の一葉 - はなまる王子 ラーメン」 - obake yashiki - o tōsan ga ushi ninaritaiwake - saigo no ichiyō - hanamaru ōji ramen | 14 novembre 1999  |         |
| 8   | 「みーにゃのりぼん - 石けんマン - ぼくを読んで - 二人の思いで - はなまる王子 街をでる…」 - mi nyanoribon - ishi ken man - bokuwo yonde - futari no omoi de - hanamaru ōji machi woderu...                                                                                            | 21 novembre 1999  |         |
| 9   | 「ぺんぺのハンカチ - はじめての留守番 - 森で迷った - はなまる王子 逢いたいぜ」 - penpeno hankachi - hajimeteno rusuban - mori de mayotta - hanamaru ōji ai taize | 28 novembre 1999  |         |
| 10  | 「大きくなったらなにになる？ - こわい夢 - 白い雲 - みんな走れ - はなまる王子 いじめてくれ」 - ooki kunattarananininaru? - kowai yume - shiroi kumo - minna hashire - hanamaru ōji ijimetekure                                                                                        | 5 dicembre 1999   |         |
| 11  | 「風にのろう - おにいちゃんのかぜ薬 - ねえねえ - はなまる王子 ちゅりんの心配」 - kaze ninorō - oniichannokaze kusuri - neenee - hanamaru ōji churinno shinpai | 12 dicembre 1999  |         |
| 12  | 「どっちがすごい？ - 星に願いを！ - ちゅりんの楽しみ - はなまる王子 虫歯が抜けた日」 - docchigasugoi? - hoshi ni negai wo! - churinno tanoshimi - hanamaru ōji mushiba ga nuke ta nichi                                                                                              | 19 dicembre 2000  |         |
| 13  | 「電車ごっこ - 石焼きいも - 吹雪の夜 - はなまる王子 復活の虫歯」 - densha gokko - ishiyaki kiimo - fubuki no yoru - hanamaru ōji fukkatsu no mushiba | 26 dicembre 1999  |         |
| 14  | 「ちゅりんとボール - ほしぶどう - 雲さんの咳 - すてきなベッド - はなまる王子 みーにゃは嫌い」 - churinto boru - hoshibudō - kumo sanno seki - sutekina beddo - hanamaru ōji mi nyaha kirai                                                                                           | 9 gennaio 2000    |         |
| 15  | 「ぴったり - 汚れちゃった - いもうとなんかいらない - はなまる王子 しまおの哀しみ」 - pittari - yogore chatta - imōtonankairanai - hanamaru ōji shimaono kanashi mi | 16 gennaio 2000   |         |
| 16  | 「おやつの時間 - 男の約束 - おさがり - はなまる王子 ちゅりん危機一髪」 - oyatsuno jikan - otoko no yakusoku - osagari - hanamaru ōji churin kikiippatsu | 23 gennaio 2000   |         |
| 17  | 「ヘルプ・ミー！ - おかあさんはまほうつかい - ひみつきち - はなまる王子 こぷーの同情」 - herupu. mi! - okaasanhamahōtsukai - himitsukichi - hanamaru ōji kopu no dōjō | 30 gennaio 2000   |         |
| 18  | 「虹を追え！ - ヒ・ミ・ツ - メロン病 - はなまる王子 ぺんぺのカメラ」 - niji wo oe! - hi. mi. tsu - meron byō - hanamaru ōji penpeno kamera | 6 febbraio 2000   |         |
| 19  | 「なかみはなーに？ - 重大任務 - 噴水あっぷっぷ - はなまる王子 しまおの昼寝」 - nakamihana ni? - jūdai ninmu - funsui appuppu - hanamaru ōji shimaono hirune | 13 febbraio 2000  |         |
| 20  | 「雪合戦 - 落ちてきたゆーほさん - ぼくも割りたい - はなまる王子 まるるの三輪車」 - yukigassen - ochi tekitayu hosan - bokumo wari tai - hanamaru ōji maruruno sanrinsha | 20 febbraio 2000  |         |
| 21  | 「雪のはなまる像 - 今夜は中華 - 何回はねた？ - はなまる王子 ザ・ジズゼゾのかあちゃん」 - yuki nohanamaru zō - konya ha chūka - nankai haneta? - hanamaru ōji za. jizuzezo nokaachan                                                                                                  | 27 febbraio 2000  |         |
| 22  | 「しまおの雪の家 - 走れ！流星号 - はなまる王子 親分」 - shimaono yuki no ie - hashire! ryūsei gō - hanamaru ōji oyabun | 5 marzo 2000      |         |
| 23  | 「たのしい夢 - だれかがどこかで - カニ座が大変 - はなまる王子 カラテの名人」 - tanoshii yume - darekagadokokade - kani za ga taihen - hanamaru ōji karate no meijin | 12 marzo 2000     |         |
| 24  | 「また森で迷った - 満月の花嫁 - はなまる王子 消防士」 - mata mori de mayotta - mangetsu no hanayome - hanamaru ōji shōbōshi | 19 marzo 2000     |         |
| 25  | 「タイヤの友情 - 北風と太陽 - はなまる王子 王子、最後の戦い」 - taiya no yūjō - kitakaze to taiyō - hanamaru ōji ōji, saigo no tatakai | 26 marzo 2000     |         |
| 26  | 「こぷーのハンバーガー - しまおのパイロット - はなまる王（キング） 登場！はなまるキング」 - kopu no hanbaga - shimaono pairotto - hanamaru ō (kingu) tōjō! hanamaru kingu | 2 aprile 2000     |         |
| 27  | 「犯人はだれだ？ - ちゅりんのコレクション - はなまる王（キング） 恐怖！くすぐりハンドマシーン」 - hannin hadareda? - churinno korekushon - hanamaru ō (kingu) kyōfu! kusuguri handomashin                                                                                            | 9 aprile 2000     |         |
| 28  | 「もしかして - 夫婦茶碗星人襲来 - はなまる王（キング） 恐怖！入れ歯ブルドーザー」 - moshikashite - fūfu chawan seijin shūrai - hanamaru ō (kingu) kyōfu! ireba burudoza | 16 aprile 2000    |         |
| 29  | 「まるるのさくせん - こまった木 - はなまる王（キング） 恐怖！納豆バズーカ！」 - marurunosakusen - komatta ki - hanamaru ō (kingu) kyōfu! nattō bazuka! | 23 aprile 2000    |         |
| 30  | 「みーにゃのクッキー - おとうさんのうでどけい - はなまる王（キング） 恐怖！せんたくきロボ！」 - mi nyano kukki - otōsannōdedokei - hanamaru ō (kingu) kyōfu! sentakuki robo! | 30 aprile 2000    |         |
| 31  | 「サクランボ奉行 - しまおったらさ… - はなまる王（キング） 恐怖！おたのしみ福袋！」 - sakuranbo bugyō - shimaottarasa... - hanamaru ō (kingu) kyōfu! otanoshimi fukubukuro! | 7 maggio 2000     |         |
| 32  | 「ちゅりんのサイフ - すもう大会 - はなまる王（キング） 恐怖！強力バキューム！」 - churinno saifu - sumō taikai - hanamaru ō (kingu) kyōfu! kyōryoku bakyumu! | 14 maggio 2000    |         |
| 33  | 「シグナルバード？ - 赤いワンピース - はなまる王（キング） 恐怖！ドライヤー銃！」 - shigunarubado? - akai wanpisu - hanamaru ō (kingu) kyōfu! doraiya jū! | 21 maggio 2000    |         |
| 34  | 「ぺんぺの計画 - がんばれ！マジシャン - はなまる王（キング） 恐怖！怪獣ベンキ！」 - penpeno keikaku - ganbare! majishan - hanamaru ō (kingu) kyōfu! kaijū benki! | 28 maggio 2000    |         |
| 35  | 「まさか！しまお！ - グライダー - はなまる王（キング） 恐怖！かみつきソラシド！」 - masaka! shimao! - guraida - hanamaru ō (kingu) kyōfu! kamitsuki sorashido! | 4 giugno 2000     |         |
| 36  | 「懸賞だっ！ - じゅーんぶらいど - はなまる王（キング） 恐怖！ロープを操る笛！」 - kenshō datsu! - ju nburaido - hanamaru ō (kingu) kyōfu! ropu wo ayatsuru fue! | 11 giugno 2000    |         |
| 37  | 「ゲンゴロウの恩返し - すてきなパン作り - はなまる王（キング） 恐怖！干物製造機！」 - gengorō no ongaeshi - sutekina pan tsukuri - hanamaru ō (kingu) kyōfu! kanbutsu seizōki! | 18 giugno 2000    |         |
| 38  | 「かけら - ねぇねぇしろひげさん - はなまる王（キング） 恐怖！シャボン玉爆弾！」 - kakera - neeneeshirohigesan - hanamaru ō (kingu) kyōfu! shabon tama bakudan! | 25 giugno 2000    |         |
| 39  | 「探険！ぐるぐるタウン - みーにゃのヒコボシ様 - はなまる王（キング） 恐怖！いろいろな雲製造機！」 - tanken! guruguru taun - mi nyano hikoboshi sama - hanamaru ō (kingu) kyōfu! iroirona kumo seizōki!                                                                               | 2 luglio 2000     |         |
| 40  | 「はなまる王（キング）スペシャル はなまる王（キング） 地球のよい子たち」 - hanamaru ō (kingu) supesharu hanamaru ō (kingu) chikyū noyoi ko tachi | 9 luglio 2000     |         |
| 41  | 「雨上がりの朝 - 山登り - はなまる王（キング） 恐怖！パンチングカメラ！」 - ameagari no asa - yamanobori - hanamaru ō (kingu) kyōfu! panchingukamera! | 16 luglio 2000    |         |
| 42  | 「えらいのだーれ？ - 森をまもろう - はなまる王（キング） 恐怖！勉強させる君！」 - erainoda re? - mori womamorō - hanamaru ō (kingu) kyōfu! benkyō saseru kun! | 23 luglio 2000    |         |
| 43  | 「入道雲の悩み - コールド - はなまる王（キング）恐怖！幽霊発生器！」 - nyūdōgumo no nayami - korudo - hanamaru ō (kingu) kyōfu! yūrei hasseiki! | 30 luglio 2000    |         |
| 44  | 「マンガの本を返して - アイスキャンディーの妖精 - はなまる王（キング） 恐怖！悪夢のベッド！」 - manga no hon wo kaeshi te - aisukyandei no yōsei - hanamaru ō (kingu) kyōfu! akumu no beddo!                                                                                         | 6 agosto 2000     |         |
| 45  | 「みんなのおべんとう - お祭り - はなまる王（キング） 恐怖！水虫発生器！」 - minnanoobentō - o matsuri - hanamaru ō (kingu) kyōfu! mizumushi hasseiki! | 13 agosto 2000    |         |
| 46  | 「笑うな - ちゅりんの占い - はなまる王（キング） 恐怖！戦う観葉植物！」 - warau na - churinno uranai - hanamaru ō (kingu) kyōfu! tatakau kanyōshokubutsu! | 20 agosto 2000    |         |
| 47  | 「みんなこぷー - バケモノが出た - はなまる王（キング） 恐怖！ラベンダーシャンプー！」 - minnakopu - bakemono ga deta - hanamaru ō (kingu) kyōfu! rabendashanpu! | 27 agosto 2000    |         |
| 48  | 「おにいちゃんのいじわる - 新聞王しろひげさん - はなまる王（キング） 恐怖！小さくなるコショー！」 - oniichannoijiwaru - shinbun ō shirohigesan - hanamaru ō (kingu) kyōfu! chiisa kunaru kosho!                                                                                      | 3 settembre 2000  |         |
| 49  | 「おとうさんの料理 - お月見 - はなまる王（キング） 恐怖！湯気ポット！」 - otōsanno ryōri - o tsukimi - hanamaru ō (kingu) kyōfu! yuge potto! | 10 settembre 2000 |         |
| 50  | 「雨の日 - 歌いたくないのに - はなまる王（キング） 恐怖！ミズゴジロボ！」 - ame no nichi - utai takunainoni - hanamaru ō (kingu) kyōfu! mizugojirobo! | 24 settembre 2000 |         |
| 51  | 「おあずけはなまる - いいことしよう - デラックスはなまる王（キング） 美しい花！」 - oazukehanamaru - iikotoshiyō - derakkusu hanamaru ō (kingu) utsukushi i hana! | 1º ottobre 2000   |         |
| 52  | 「生きている化石 - 台風 - デラックスはなまる王（キング） おもわぬ友情！」 - iki teiru kaseki - taifū - derakkusu hanamaru ō (kingu) omowanu yūjō! | 8 ottobre 2000    |         |
| 53  | 「悔い改めよ - みーにゃのヒミツ - デラックスはなまる王（キング） あなたの親切！」 - kuiaratame yo - mi nyano himitsu - derakkusu hanamaru ō (kingu) anatano shinsetsu! | 15 ottobre 2000   |         |
| 54  | 「虹と紙ヒコーキ - 丘ダイバー - デラックスはなまる王（キング） 陰口に注意！」 - niji to kami hikoki - oka daiba - derakkusu hanamaru ō (kingu) kageguchi ni chūi! | 22 ottobre 2000   |         |
| 55  | 「海賊の宝物 - シャボン玉危機一髪 - デラックスはなまる王（キング） おれを祝え！」 - kaizoku no takaramono - shabon tama kikiippatsu - derakkusu hanamaru ō (kingu) orewo iwae! | 29 ottobre 2000   |         |
| 56  | 「ふわふわお布団 - サイクリング - デラックスはなまる王（キング） 中華料理！」 - fuwafuwao futon - saikuringu - derakkusu hanamaru ō (kingu) chūkaryōri! | 5 novembre 2000   |         |
| 57  | 「山が泣いている - ふしぎなゴミ箱 - デラックスはなまる王（キング） 身の上 ！」 - yama ga nai teiru - fushigina gomi hako - derakkusu hanamaru ō (kingu) minōe! | 12 novembre 2000  |         |
| 58  | 「ミカン山へ行こう - 看板娘。 - デラックスはなまる王（キング） みんなを明るく！」 - mikan yama he iko u - kanbanmusume. - derakkusu hanamaru ō (kingu) minnawo akaru ku! | 19 novembre 2000  |         |
| 59  | 「カレンダー - ストライキ - デラックスはなまる王（キング） オレの胸にぶつけろ！」 - karenda - sutoraiki - derakkusu hanamaru ō (kingu) ore no mune nibutsukero! | 26 novembre 2000  |         |
| 60  | 「一緒に遊んでくれ - タスキをとどけろ - デラックスはなまる王（キング） もっと激しく！」 - isshoni asonde kure - tasuki wotodokero - derakkusu hanamaru ō (kingu) motto hageshiku! | 3 dicembre 2000   |         |
| 61  | 「つぼマスター - 大人の味 - デラックスはなまる王（キング） いつもクールに！」 - tsubo masuta - otona no aji - derakkusu hanamaru ō (kingu) itsumo kuru ni! | 10 dicembre 2000  |         |
| 62  | 「みーにゃのセーター - 保安官しろひげさん - デラックスはなまる王（キング） 友情を大切に！」 - mi nyano seta - hoankan shirohigesan - derakkusu hanamaru ō (kingu) yūjō wo taisetsu ni!                                                                                               | 17 dicembre 2000  |         |
| 63  | 「古いクリスマスツリー - クリスマスイブ - デラックスはなまる王（キング） 復讐の時が来た！」 - furui kurisumasutsuri - kurisumasuibu - derakkusu hanamaru ō (kingu) fukushū no toki ga kita!                                                                                          | 24 dicembre 2000  |         |
| 64  | 「21世紀 - たこたこ上がれ - デラックスはなまる王（キング） 積極的に！」 - 21 seiki - takotako aga re - derakkusu hanamaru ō (kingu) sekkyokutekini! | 7 gennaio 2001    |         |
| 65  | 「こどもは風の子 - おにいちゃん - デラックスはなまる王（キング） おしくらまんじゅう！」 - kodomoha kaze no ko - oniichan - derakkusu hanamaru ō (kingu) oshikuramanjū! | 14 gennaio 2001   |         |
| 66  | 「ねむれない夜 - 心のおそうじ - デラックスはなまる王（キング） バレエの先生！」 - nemurenai yoru - kokoro noosōji - derakkusu hanamaru ō (kingu) baree no sensei! | 21 gennaio 2001   |         |
| 67  | 「まちをきれいに - みーにゃの手袋 - デラックスはなまる王（キング） デザイナーの先生！」 - machiwokireini - mi nyano tebukuro - derakkusu hanamaru ō (kingu) dezaina no sensei! | 28 gennaio 2001   |         |
| 68  | 「はなまる王（キング） 恐怖！かみつきソラシド！ - はなまる王（キング） 恐怖！怪獣ペンキ！ - はなまる王（キング） 恐怖！シャボン玉爆弾！」 - hanamaru ō (kingu) kyōfu! kamitsuki sorashido! - hanamaru ō (kingu) kyōfu! kaijū penki! - hanamaru ō (kingu) kyōfu! shabon tama bakudan! | 4 febbraio 2001   |         |
| 69  | 「おかあさんかまって - バレンタイン - デラックスはなまる王（キング） 美容院の先生！」 - okaasankamatte - barentain - derakkusu hanamaru ō (kingu) biyōin no sensei! | 11 febbraio 2001  |         |
| 70  | 「こたつ - ワカサギつり - デラックスはなまる王（キング） うらないの先生！」 - kotatsu - wakasagi tsuri - derakkusu hanamaru ō (kingu) uranaino sensei! | 18 febbraio 2001  |         |
| 71  | 「とりのこされて - しろひげさんの宇宙旅行 - デラックスはなまる王（キング） おはなの先生！」 - torinokosarete - shirohigesanno uchūryokō - derakkusu hanamaru ō (kingu) ohanano sensei!                                                                                               | 25 febbraio 2001  |         |
| 72  | 「もうすぐ春 - こがらしくん - デラックスはなまる王（キング） さんすうの先生！」 - mōsugu haru - kogarashikun - derakkusu hanamaru ō (kingu) sansūno sensei! | 4 marzo 2001      |         |
| 73  | 「おとうさんの朝 - あつめてる？ - デラックスはなまる王（キング） 三味線の先生！」 - otōsanno asa - atsumeteru? - derakkusu hanamaru ō (kingu) shamisen no sensei! | 11 marzo 2001     |         |
| 74  | 「タマゴをかえして！ - ロケ隊がやってきた！ - デラックスはなまる王（キング） 工事現場の先生！」 - tamago wokaeshite! - roke tai gayattekita! - derakkusu hanamaru ō (kingu) kōjigenba no sensei!                                                                                     | 18 marzo 2001     |         |
| 75  | 「デラックスはなまる王（キング）スペシャル - ラックスはなまる王（キング） 母ちゃんの仲良し大作戦！」 - derakkusu hanamaru ō (kingu) supesharu - rakkusu hanamaru ō (kingu) kaachan no nakayoshi daisakusen!                                                                          | 25 marzo 2001     |         |
| 76  | 「知恵の輪 - 二人のおうち - はなまるキングTURBO みーにゃのフラメンコ！」 - chie no wa - futari noōchi - hanamaru kingu TURBO mi nyano furamenko! | 7 aprile 2001     |         |
| 77  | 「絶叫マシン - 新人ポスト - はなまるキングTURBO こぷーの手品！」 - zekkyō mashin - shinjin posuto - hanamaru kingu TURBO kopu no tejina! | 14 aprile 2001    |         |
| 78  | 「かんがえろ！ - 魔女の家 - はなまるキングTURBO しまおのボクシング！」 - kangaero! - majo no ie - hanamaru kingu TURBO shimaono bokushingu! | 21 aprile 2001    |         |
| 79  | 「ふたりの友情 - おとうさんの傘 - はなまるキングTURBO みーにゃのチアガール！」 - futarino yūjō - otōsanno kasa - hanamaru kingu TURBO mi nyano chiagaru! | 28 aprile 2001    |         |
| 80  | 「太陽と虹 - おかあさんの休日 - はなまるキングTURBO ちゅりんのドラム！」 - taiyō to niji - okaasanno kyūjitsu - hanamaru kingu TURBO churinno doramu! | 5 maggio 2001     |         |
| 81  | 「スーパーバット - ちゅりんのかばん - はなまるキングTURBO まるるのフラダンス！」 - supabatto - churinnokaban - hanamaru kingu TURBO maruruno furadansu! | 12 maggio 2001    |         |
| 82  | 「のんだのだぁれ？ - おかたづけ - はなまるキングTURBO こぷーの深呼吸！」 - nondanodaare? - okataduke - hanamaru kingu TURBO kopu no shinkokyū! | 19 maggio 2001    |         |
| 83  | 「わかんない - フラッシュ - はなまるキングTURBO ぺんぺのいけばな！」 - wakannai - furasshu - hanamaru kingu TURBO penpenoikebana! | 26 maggio 2001    |         |
| 84  | 「エクゼクティブ - まほうつかいになる - はなまるキングTURBO ちゅりんのきのぼり！」 - ekuzekuteibu - mahōtsukaininaru - hanamaru kingu TURBO churinnokinobori! | 2 giugno 2001     |         |
| 85  | 「なかなおり - まくらの女王さま - はなまるキングTURBO しまおのでんぐりがえし！」 - nakanaori - makurano joō sama - hanamaru kingu TURBO shimaonodengurigaeshi! | 9 giugno 2001     |         |
| 86  | 「ゴメンなさい - てんじょううらのひみつ - はなまるキングTURBO ぺんぺのおじぎ！」 - gomen nasai - tenjōuranohimitsu - hanamaru kingu TURBO penpenoojigi! | 16 giugno 2001    |         |
| 87  | 「しりつたんてい - シャンプーのようせい - はなまるキングTURBO おとうさんのえがお！」 - shiritsutantei - shanpu noyōsei - hanamaru kingu TURBO otōsannoegao! | 23 giugno 2001    |         |
| 88  | 「しまおの哀しみ - 恐怖！納豆バズーカ！ - みんなを明るく！」 - shimaono kanashi mi - kyōfu! nattō bazuka! - minnawo akaru ku! | 30 giugno 2001    |         |
| 89  | 「ぎゃふん！ - ぺんぺのひこぼしさま - はなまるキングTURBO ぺんぺのおいしゃさんごっこ！」 - gyafun! - penpenohikoboshisama - hanamaru kingu TURBO penpenooishasangokko! | 7 luglio 2001     |         |
| 90  | 「エレベーター - はなまるる - はなまるキングTURBO こぷーのしんかんせんごっこ！」 - erebeta - hanamaruru - hanamaru kingu TURBO kopu noshinkansengokko! | 14 luglio 2001    |         |
| 91  | 「かいすいパンツ - いなくなったはなよめさん - はなまるキングTURBO しまおのしゃちょうごっこ！」 - kaisui pantsu - inakunattahanayomesan - hanamaru kingu TURBO shimaonoshachōgokko!                                                                                                   | 21 luglio 2001    |         |
| 92  | 「おかあさんを休ませたい - 登山家しろひげさん - はなまるキングTURBO まるるのおかあさんごっこ！」 - okaasanwo yasuma setai - tozan ie shirohigesan - hanamaru kingu TURBO marurunookaasangokko!                                                                                       | 28 luglio 2001    |         |
| 93  | 「家出した電 - とのさま - はなまるキングTURBO こぷーのひこうきごっこ！」 - iede shita den - tonosama - hanamaru kingu TURBO kopu nohikōkigokko! | 4 agosto 2001     |         |
| 94  | 「はしご - スパイ - はなまるキングTURBO みーにゃの大スターごっこ！」 - hashigo - supai - hanamaru kingu TURBO mi nyano dai suta gokko! | 11 agosto 2001    |         |
| 95  | 「鬼がわらう - どなべ - はなまるキングTURBO しまおのにんじゃごっこ！」 - oni gawarau - donabe - hanamaru kingu TURBO shimaononinjagokko! | 18 agosto 2001    |         |
| 96  | 「みんなであそぼう - シンデレラ - はなまるキングTURBO ちゅりんのしょうぼうしゃごっこ！」 - minnadeasobō - shinderera - hanamaru kingu TURBO churinnoshōbōshagokko! | 25 agosto 2001    |         |
| 97  | 「台風が来た - にがお絵 - はなまるキングTURBO ぺんぺのうらないごっこ！」 - taifū ga kita - nigao e - hanamaru kingu TURBO penpenōranaigokko! | 1º settembre 2001 |         |
| 98  | 「男の約束 - 走れ！流星号 - はなまるキングTURBO ちゅりんのせんそうごっこ！」 - otoko no yakusoku - hashire! ryūsei gō - hanamaru kingu TURBO churinnosensōgokko! | 8 settembre 2001  |         |
| 99  | 「おふろから出たい - つるのおんがえし - はなまるキングTURBO まるるのおえかき」 - ofurokara deta i - tsurunoongaeshi - hanamaru kingu TURBO marurunooekaki | 15 settembre 2001 |         |
| 100 | 「でんせつのバット - クレヨン - はなまるキングTURBO かあちゃんのせんめんき」 - densetsuno batto - kureyon - hanamaru kingu TURBO kaachannosenmenki | 22 settembre 2001 |         |
| 101 | 「まゆつば - キャプテンしろひげさん - はなまるキングTURBO みんなのサンドウィッチ」 - mayutsuba - kyaputen shirohigesan - hanamaru kingu TURBO minnano sandōicchi | 29 settembre 2001 |         |